# Jáky Ferenc
Jáky Ferenc, 1848-ig Joachim (Győr, 1806. december 9. – Osli, 1885. március 13.) római katolikus plébános.

## Élete
1830. január 31-jén a győri püspöki egyházmegyében misés pappá szentelték. Néhány évig káplán volt Oroszváron és Sopronban; azután nevelő volt Hunyady László gróf mellett. 1841-től Szentmargiton, 1843-től Köpcsényben volt káplán, majd 1845. május 6-ától adminisztrátor, 1846. január 14-étől plébános volt Osliban (Győr megye). 1848-ban hamis vádak alapján elfogták, és ekkor hajszálon függött az élete. Kiszabadulván, visszatért hívei körébe. A magyar és német nyelven kívül angolul és latinul beszélt. A római akadémia tagja volt. Több évig vezérszerepet vitt az énekügyi mozgalmakban.
Cikkei, melyek kizárólag az áhítatos irodalom köréből vett kérdésekkel foglalkoznak, az Idők Tanujában, a Katholikus Néplapban, a Tanodai Lapokban (1862, Egyházi énekgyűjteményről), a Religióban (1877. II. Egyházi népénekeink érdekében) és a Magyar Államban (1870. 25., 65., 250., 1871. 187., 194., 258., 1872. 83. sz.) jelentek meg. Sok Mária-dal került tőle a temploménekek sorába.
Az osli temetőben nyugszik, a bejárattól balra.

## Munkái
- A vasár- és ünnepnapokat szenteljed ... 1851.
- A tökéletességnek és keresztény erénynek gyakorlása. Rodriguez Alfonz után németből ford. Kalocsa, 1874. Két kötet. (A Jézus Szent Szive Hirnökének melléklete).
- Szent rózsafüzérek könyve, azaz: 40 különféle szent rózsafüzér elmondására vezérlő utmutatások, jámbor keresztény katholikusok számára. Pest, 1869. (69 képpel. Több kiadást ért, így Budapesten 1881. 50 olvasóimádság cz. Ott Ádám budapesti káplán lefordította németre).
- Kempis Tamás Krisztus követéséről négy könyvét magyar nyelvre áttette. Uo. 1881. (és Uo. 1888).
- Megtérésem vagyis a protestantismus méltatása, tana és szerzői szerint. Irta franczia nyelven D'Eauxvilles; németből ford. ...
- A boldogságos szűz tiszteletére kis Officium ...
- Szent Alajos tiszteletére, az ifjuság használatára imakönyv ...
- Szent Vincze egyleti kézikönyv ... (A Jézus Szent Szive Hirnökének melléklete, de Kubinszkynek közbejött halála miatt egészen ki nem adatott).

Énekeit könnyebb elterjesztés czéljából apró füzetkékben adta ki.